# Pasărea albă cu o pată neagră
Pasărea albă cu o pată neagră (în ucraineană Білий Птах З Чорною Ознакою, transliterat: Bilîi Ptah z Ciornoiu Oznakoiu, în rusă Белая птица с чёрной отметиной, transliterat: Belaia ptița s ciornoi otmetinoi) este un film dramatic de epocă sovietic din 1971 regizat de Iuri Illienko⁠(d), după o idee a actorului ucrainean Ivan Mîkolaiciuk. Scenariul filmului a fost scris de Mîkolaiciuk, în colaborare cu Illienko. Rolurile principale au fost interpretate de actorii Larîsa Kadocinîkova⁠(d), Ivan Mîkolaiciuk și Bohdan Stupka⁠(d).
Acțiunea filmului se desfășoară între anii 1937 și 1947 într-un sat huțul tradițional din Bucovina de Nord. Filmul urmărește viața țăranului ucrainean Les Dzvonar și a celor patru fii ai săi în contextul ultimilor ani de stăpânire a nordului Bucovinei de către Regatul României, al ocupării acestui teritoriu de către Uniunea Sovietică, al celui de-al Doilea Război Mondial și al anilor imediat următori. Odată cu începerea războiului, drumurile fraților se despart: Petro devine comunist și se înrolează în Armata Roșie, Orest se refugiază în munți și se alătură Organizației Naționaliștilor Ucraineni, iar ceilalți frați mai mici rămân în satul natal. Destinele lor se intersectează însă de mai multe ori, cu consecințe dramatice. Întâmplările prin care trec membrii familiei Dzvonar reconstituie istoria țărănimii ucrainene din nordul Bucovinei, pe care creatorii filmului o prezintă „prin prisma legendelor populare și a motivelor tradiționale ale folclorului ucrainean”.
Realizarea acestui film a fost viciată de organele de cenzură ale statului sovietic, care au solicitat în repetate rânduri modificarea scenariului, perceput ca „antisovietic”, și l-au împiedicat pe regizor să-și exprime liber ideile creative. Conducătorii Partidului Comunist din Ucraina⁠(d) au avut o reacție ostilă față de acest film și au cerut interzicerea difuzării lui, considerându-l o creație cinematografică dăunătoare din punctul de vedere al ideologiei sovietice. Obținerea Marelui Premiu al Festivalului Internațional de Film de la Moscova a permis difuzarea pentru un timp a acestui film în cinematografele ucrainene, dar schimbarea conducerii partidului în anul următor a dus din nou la scoaterea filmului din programul de difuzare. Filmul a avut parte, totuși, de un mare succes comercial în restul Uniunii Sovietice, fiind vizionat de 10,5 milioane de spectatori. El a fost difuzat de posturile sovietice de televiziune la 14 octombrie 1988 și a reintrat în programul cinematografelor ucrainene abia după proclamarea independenței Ucrainei, când nu mai era „suficient de relevant, deoarece avea puține asemănări cu standardul de acțiune de la Hollywood”, făcându-i astfel pe unii critici să afirme că soarta lui era „să fie în afara timpului și, din păcate, să aparțină mai mult eternității decât publicului”.
Pasărea albă cu o pată neagră este al treilea film realizat de Iuri Illienko, iar criticii de specialitate din perioada postsovietică îl consideră un film-manifest al cinematografiei poetice baroce ucrainene⁠(d). A fost înscris la ediția a VII-a⁠(d) a Festivalului Internațional de Film de la Moscova și a câștigat Marele Premiu („Medalia de Aur”). În urma unui sondaj efectuat în anul 2021 în rândul a aproximativ 70 de experți ucraineni în film, Pasărea albă cu o pată neagră a fost inclus pe locul 8 în topul celor mai bune 100 de filme ucrainene din toate timpurile⁠(d).

## Rezumat

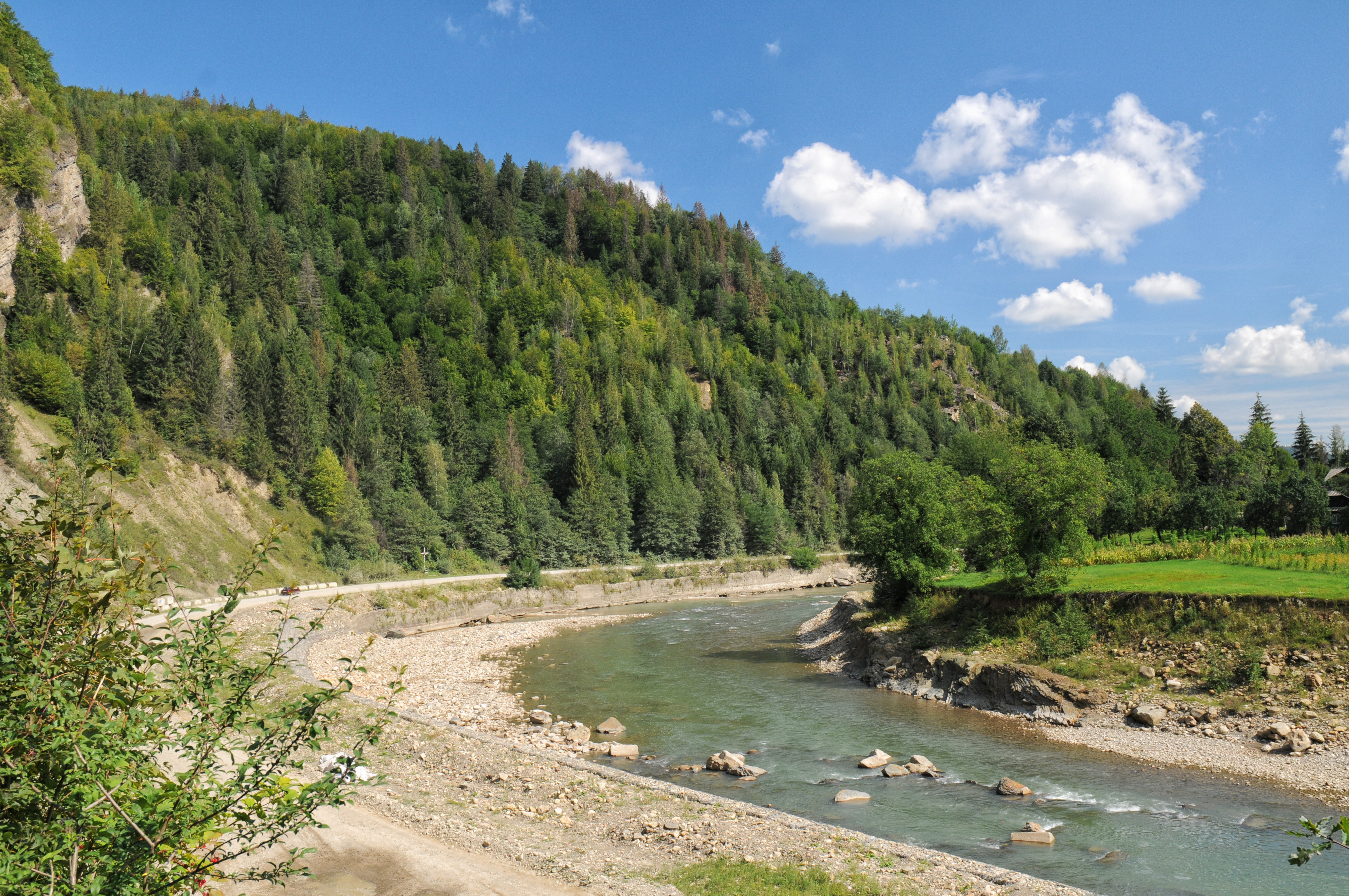
Râul Ceremuș, granița de nord a Regatului României în perioada interbelică. Imagine din satul Răstoace, unde au avut loc filmări.

Familia numeroasă a țăranului huțul Les Dzvonar trăiește la sfârșitul anilor 1930 într-un sat de munte de pe malul râului Ceremuș, la granița de nord a Regatului României. Les și soția sa, Katerîna, au patru copii: Petro, Orest, Bohdan și Heorhii și își câștigă existența muncind un mic lot de pământ și cântând ca muzicanți la sărbătorile locale. Foametea din cursul anilor 1930, epidemia de holeră și politica brutală de românizare au dus la sărăcirea pe scară largă a populației. Din cauza sărăciei, unii localnici traversează adesea pe ascuns granița în Polonia pentru a aduce diverse produse și sunt arestați la întoarcere de grănicerii români.
Pentru a face față greutăților, Les Dzvonar decide să-și vândă fiii ca muncitori agricoli. Cel mai mare dintre ei, Petro, este arestat la târg de militarii români, cel mai mic, Heorhii, este luat de preotul local Mîron pentru a-l ajuta la treburile casnice, iar ceilalți doi, Orest și Bohdan, se împrăștie pe la fermele bogate din zonă, unde sunt angajați ca muncitori agricoli și tăietori de lemne. Preotul local Mîron are o fată frumoasă, Dana, de care cei trei frați mai mari (Petro, Orest și Bohdan) sunt îndrăgostiți. Ea nu se poate hotărî pe care să-l aleagă ca iubit, ceea ce provoacă o ceartă între frații Dzvonar și va influența semnificativ destinul acestora. Evenimentele se precipită curând: Petro evadează, împreună cu un activist comunist, și se ascunde în pădurea din apropierea satului, așteptând sosirea militarilor sovietici care se adunaseră la granița cu România, iar ceilalți doi frați se întorc, de asemenea, în satul natal.
În vara anului 1940, autoritățile române cedează sovieticilor teritoriul nordic al Bucovinei. O unitate militară a Armatei Roșii intră în sat și îndepărtează borna de frontieră, fiind întâmpinată cu bucurie de localnici. Populația colaborează cu autoritățile sovietice, care pun în practică un program de dezvoltare a zonei, iar Dana se căsătorește cu tractoristul rus Ostap, militar al Armatei Roșii. Vestea invadării Uniunii Sovietice de către armatele germano-române ajunge chiar în ziua nunții Danei cu Ostap, obligându-l pe mire să se întoarcă de urgență la unitatea sa. Începerea războiului îi desparte pe frații Dzvonar și îi plasează pe părți opuse ale baricadei: Petro părăsește trupa de muzicieni și se înrolează în Armata Roșie, Orest o seduce pe Dana și o duce în munți, unde se alătură naționaliștilor ucraineni și, ulterior, Armatei Insurecționale Ucrainene, iar Bohdan rămâne acasă și se ascunde pentru a nu fi mobilizat în Armata Română și trimis pe front.
Autoritățile române se întorc în sat și dau foc casei lui Les Dzvonar. În cursul următorilor trei ani se abat noi necazuri asupra familiei. Bohdan este nevoit să se ascundă în continuare de mobilizare, în ciuda eforturilor disperate ale tatălui său de a-l convinge pe preotul Mîron să-l înscrie în registru ca fiind mai tânăr. Fratele mai mic, Heorhii, care era îndrăgostit încă din copilărie de vrăjitoarea Vivdea, se căsătorește cu ea, dar femeia este ucisă în dimineața zilei următoare de un colaborator al autorităților române, iar tânărul părăsește satul pentru a-i căuta pe ucigași. În același timp, militarii germani încep să se retragă din regiune pe măsură ce Armata Roșie se apropie. Petro, care fusese promovat la gradul de căpitan, se întoarce pe ascuns în sat, îi ia cu el pe tatăl său și pe fratele său Bohdan și încearcă fără succes să-l convingă și pe Orest să se alăture partizanilor sovietici. În acest timp, abandonați de aliații lor, naționaliștii ucraineni sunt nevoiți să se îndepărteze de localități și să se ascundă în locuri tot mai greu accesibile. Dana îl părăsește pe Orest, fiind obosită de viața în pădure și îngrozită de crimele de război săvârșite de naționaliști, și se întoarce la tatăl ei.
Războiul se sfârșește, iar, după trei ani de administrație românească brutală, sovieticii reiau în stăpânire nordul Bucovinei și localnicii plecați încep să se întoarcă în sat. Frații Petro și Bohdan (care surzise în urma unei contuzii) revin acasă de pe front, în timp ce tatăl lor, Les, murise acolo. Odată cu ei se întoarce și tractoristul Ostap, dar soția sa îl respinge, temându-se că Orest îl va ucide. Fratele mai mare, Petro, nu știe cum să-i spună mamei că tatăl său a fost ucis și, încercând să amâne acest moment, îl invită pe Ostap să locuiască în casa lor. Cei doi tineri încearcă să introducă progresul în sat, aducând un tractor modern cu care deminează și apoi ară ogoarele. Liniștea nu durează însă, deoarece, într-o noapte, Orest coboară din pădure, intră cu tovarășii săi în casa părintească și îl găsește acolo pe Ostap, pe care-l leagă de tractor și îi dă foc. Petro încearcă să-l salveze pe Ostap, dar tractorul în flăcări explodează și amândoi bărbații mor.
După un timp, Orest se satură să se tot ascundă prin munți și coboară în sat, singur și înarmat, pentru a participa la o serbare populară. Sătenii se feresc de el, știind că are mâinile pătate cu mult sânge. Fără să dea atenție nimănui, Orest o caută prin mulțime pe Dana și, după ce o găsește, dansează cu ea. În acest timp, Bohdan se întoarce de la pădure cu o legătură de lemne și, traversând drumul pe la serbare, îl observă pe Orest și îl acuză de moartea fratelui lor mai mare. Orest scoate atunci de sub haină o mitralieră și vrea să tragă cu ea asupra mulțimii, dar se răzgândește și începe să fugă pe malul râului Ceremuș, cu sătenii pe urmele sale. Este ajuns și încolțit în cele din urmă, după care se aude o împușcătură și Orest moare. În anii următori, regiunea trece din nou prin vremuri de liniște, iar Heorhii, care era acum un bărbat matur și devenise medic sub noul regim sovietic, se întoarce în satul natal și deschide un dispensar pentru a-i trata pe localnici. Prin eforturile tânărului Dzvonar, tractorul ars este așezat ca monument pe o stâncă de deasupra Ceremușului. Heorhii se căsătorește cu Dana, cu care urmează să aibă un copil, iar viața își continuă cursul.

## Distribuție
- Larîsa Kadocinîkova⁠(d) — Dana, fiica preotului Mîron[8][7][10][11][12]
- Ivan Mîkolaiciuk — Petro Dzvonar, fiul cel mai mare, care se alătură Armatei Roșii și devine comunist[8][7][9][11][12]
- Bohdan Stupka⁠(d) — Orest Dzvonar, al doilea fiu, care se alătură Armatei Insurecționale Ucrainene[8][7][10][11][12]
- Iuri Mîkolaiciuk — Bohdan Dzvonar, al treilea fiu[8][7][10][11]
- Natalia Naum⁠(d) — Katerîna („Katrina”) Dzvonarîha, soția lui Les și mama celor patru frați[7][10][11]
- Djemma Firsova⁠(d) — Vivdea, vrăjitoarea satului, o femeie desfrânată[7][10][11][12]
- Aleksandr Plotnikov⁠(d) — Les Dzvonar, tatăl celor patru frați[7][10][11][12]
- Vasîl Sîmcîci⁠(d) — preotul local Mîron[7][10][11]
- Oleh Polstvin — Heorhii Dzvonar, al patrulea fiu, fratele cel mai mic în copilărie[7][10][11]
- Mîhailo Illienko⁠(d) — Heorhii Dzvonar, fratele cel mai mic la maturitate[7][10][11][12]
- Leonid Bakștaiev⁠(d) — Ostap, tractorist, militar al Armatei Roșii[7][10][11]
- Volodîmîr Șakalo⁠(d) — pan Levîțkîi (Levitsky), chiaburul local care colaborează cu românii și germanii[7][10][11]
- Kosteantîn Stepankov⁠(d) — „Zozulea”, nebunul întru Hristos[7][10][11]
- Mîkola Oliinîk⁠(d) — Roman, membru al Armatei Insurecționale Ucrainene (voce dublată de actorul Pavlo Morozenko⁠(d))[7][10][11]
- Maria Mîkolaiciuk⁠(d)[7][11][23]
- Uladzimir Kaliesnik⁠(d) (menționat V. Kolisnik)[7][11][23]
- Veaceslav Vinnîk — comandantul unității Armatei Roșii care sosește în sat[7][11][23]
- A. Vladîmîrov[7][11][23]
- Kosteantîn Stepankov Jr.⁠(d)[12]

### Dublaj de voce
- Pavlo Morozenko⁠(d) — Roman, membru al Armatei Insurecționale Ucrainene[11]

Unii locuitori ai satelor din nordul Bucovinei au făcut figurație în acest film.

## Producție

### Scenariu

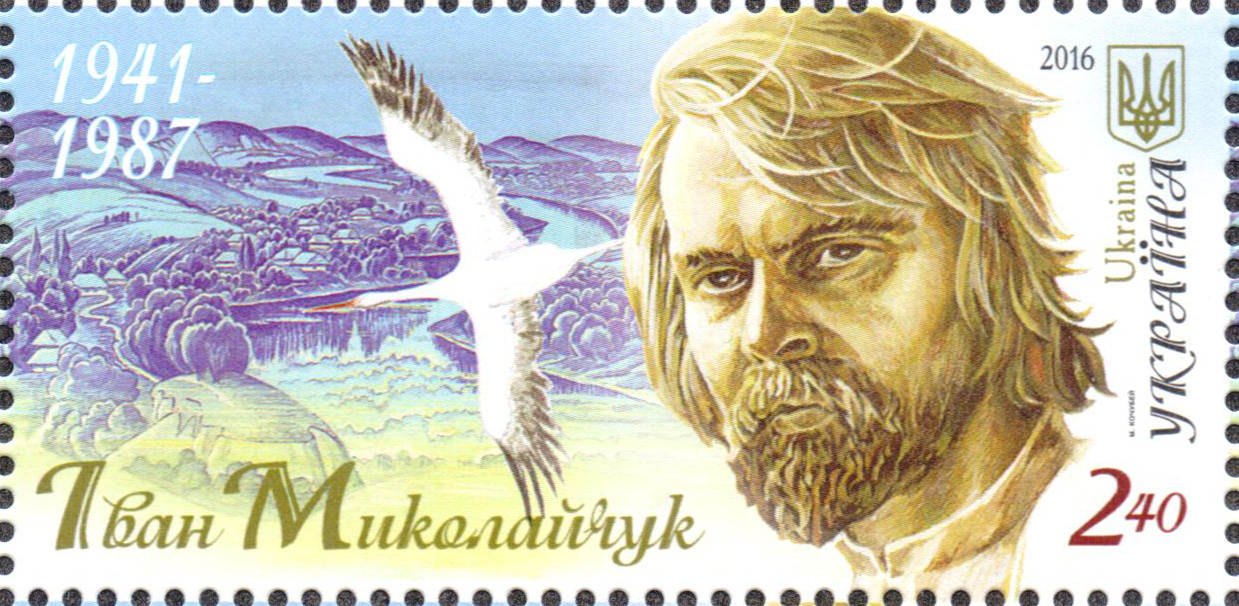
Actorul Ivan Mîkolaiciuk (1941–1987), reprezentat pe un timbru ucrainean

Potrivit celor afirmate ulterior de actrițele Maria Mîkolaiciuk⁠(d) și Larîsa Kadocinîkova⁠(d), povestea care a stat la baza filmului Pasărea albă cu o pată neagră a fost imaginată în anul 1969 de actorul ucrainean Ivan Mîkolaiciuk (1941–1987) pe baza amintirilor rememorate de familia sa. Ivan Mîkolaiciuk, care se născuse în 15 iunie 1941 într-un sat din nordul Bucovinei, debutase în cinematografie încă din perioada studenției la Institutul Național de Teatru, Cinematografie și Televiziune „Ivan Karpovîci Karpenko-Karîi” din Kiev⁠(d) cu rolul poetului Taras Șevcenko din filmul Visul⁠(d) (Сон, 1964) al lui Volodîmîr Denîsenko⁠(d) și rolul țăranului huțul Ivan Paliciuk⁠(d) din Umbrele strămoșilor uitați (1965) al lui Serghei Paradjanov. Rolul interpretat în capodopera artistică a lui Paradjanov l-a făcut celebru și a determinat invitarea sa constantă pentru a juca în diferite filme, care nu s-au mai ridicat însă la nivelul unor opere de artă și nu i-au mai permis să realizeze „o asemenea ardere creativă”. Actorul s-a întors în Munții Carpați în anul 1968, când a fost distribuit în roluri principale în două filme: Crucea de piatră⁠(d) (Камінний хрест) al lui Leonid Osîka⁠(d) și Anicika (Анничка) al lui Borîs Ivcenko⁠(d), care au fost filmate în regiunea istorică Pocuția. Acțiunea celui de-al doilea film avea loc în timpul celui de-al Doilea Război Mondial, iar Mîkolaiciuk interpreta rolul unui tânăr țăran huțul pe nume Roman, care devine membru al Hilfspolizei⁠(d), participă la distrugerea unui cuib de partizani sovietici și suferă de pe urma mustrării de conștiință. Filmul Anicika nu explica însă evenimentele din Munții Carpați și nu oferea nicio justificare psihologică a suferinței personajului.
Ca urmare a faptului că scrierile istorice sovietice prezentau schematic și ideologic perioada celui de-al Doilea Război Mondial, trecând cu vederea anumite realități ale epocii, Mîkolaiciuk a vrut să prezinte punctul său de vedere asupra evenimentelor petrecute în Munții Carpați. El intenționa să scrie un scenariu în care să reprezinte o frescă social-politică a unui sat bucovinean din acea perioadă și să urmărească viața unei familii numeroase, la fel ca propria sa familie, intenționând, de asemenea, să interpreteze un rol principal în viitorul film. Talentul său în plan cinematografic era multilateral și s-a reflectat ulterior prin realizarea artistului ca actor, scenarist și regizor, iar criticul și istoricul de film Larîsa Briuhovețka⁠(d) scria că „toți cei care l-au cunoscut își amintesc talentul său creativ și cât de generos și-a împărtășit numeroasele idei și planuri”.
Mîkolaiciuk s-a întâlnit întâmplător în 6 mai 1969 cu regizorul Iuri Illienko⁠(d) (1936–2010) și i-a propus să scrie un scenariu de film inspirat de ideea lui, ca un cadou oferit cu ocazia sărbătorii onomastice pe stil vechi a Sfântului Gheorghe (a cărui formă slavă este Iuri). Cei doi se cunoșteau din perioada filmărilor la Umbrele strămoșilor uitați: Mîkolaiciuk jucase rolul principal în acel film, iar Illienko fusese director de imagine și se reprofilase între timp ca regizor. Illienko era interesat în acea vreme să prezinte maturizarea personajelor sub influența a diverși factori și își dorea să experimenteze, așa cum a mărturisit într-un interviu ulterior: „Mă atrage de mult problema formării personalității umane. Am încercat să o rezolv în acest nou film al meu, să o discut pornind de la destinul unei familii pe care îl cercetez pe fundalul unor mari frămîntări sociale.”.
Propunerea lui Mîkolaiciuk a fost acceptată de Illienko, iar cei doi au lucrat împreună timp de mai bine de o lună și au încheiat activitatea de scriere a scenariului în jurul datei de 15 iunie. Scenariul conținea un număr mare de elemente din biografia lui Mîkolaiciuk, care era originar el însuși din teritoriul nordic al Bucovinei și începea cu următoarele cuvinte: „O pasăre albă ca zăpada, cu picioare lungi, coboară peste pământul scânteietor, uleios și negru. Un flăcău cu capul alb calcă cu grijă pe lângă pasăre, ca și cum ar fi mers cu ea la pășune. În lungul câmpului denivelat, aplecat peste grapă, calcă brazda Les Dzvonar.”. Textul acestui scenariu a fost publicat, împreună cu unele amintiri ale lui Mîkolaiciuk, în cartea Білий птах з чорною ознакою : Іван Миколайчук: спогади, інтерв'ю, сценарії, publicată în anul 1991 prin grija soției actorului.
Cei doi scenariști au prezentat creația lor consiliului artistic al Studioului de Film Dovjenko, iar regizorul Leonid Osîka⁠(d), unul din membrii consiliului de conducere, care colaborase anterior cu Illienko, a lăudat scenariul și i-a convins pe ceilalți șefi ai studioului să-l introducă în planul de producție. Redactorul Vitalii Iurcenko⁠(d) a transmis imediat scenariul Comitetului de Stat al Cinematografiei din RSS Ucraineană, care a autorizat intrarea fără întârziere în producție a filmului, în ciuda subiectului sensibil din punct de vedere politic. Scenaristul și regizorul ucrainean Ievhen Hrinîuk⁠(d), directorul artistic al studioului, și-a folosit relațiile sale pentru a convinge conducerea centrală a Comitetului de Stat al Cinematografiei să dea aprobarea finală. Uniunea Sovietică traversa atunci o perioadă de „dezgheț ideologic”, iar organele de conducere de la Moscova și-au dat acordul, specificând însă „că interesele viitorului film impun autorilor să lucreze cu atenție la clarificarea esenței sociale a problematicii operei. Alături de aceasta, trebuie căutată o astfel de structură figurativă care să fie clară și inteligibilă pentru un public sovietic larg.”. Studioul Dovjenko a semnat un contract cu scenariștii în ziua de 16 septembrie 1969 și a început producția filmului. Pasărea albă a lui Illienko a fost menit să fie „filmul de prezentare al Ucrainei pentru cea de-a 25-a aniversare a Zilei Victoriei”.

### Pregătiri

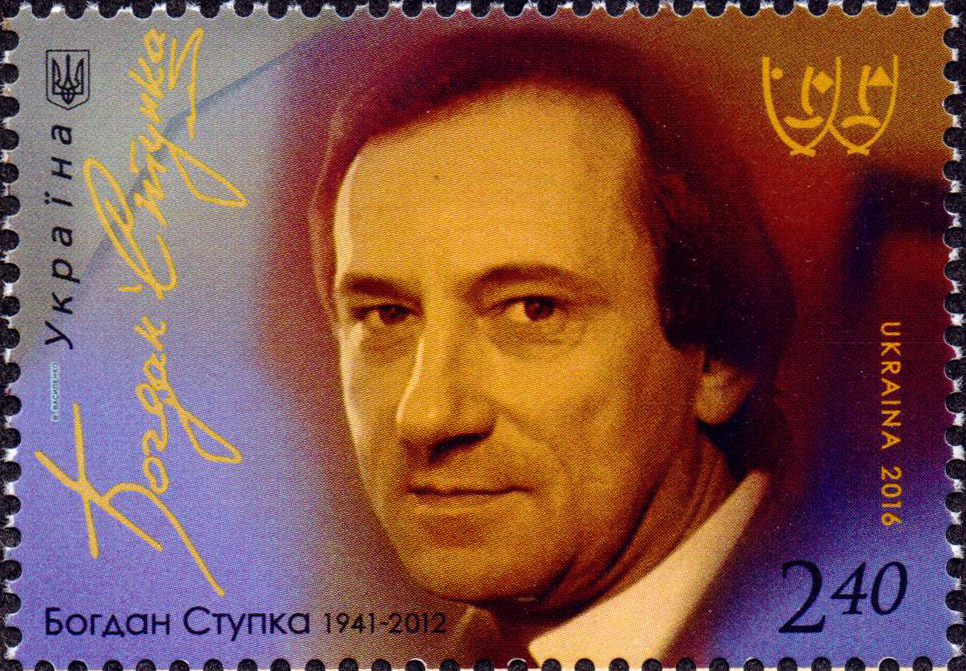
Actorul (1941–2012), reprezentat pe un timbru ucrainean

Pasărea albă cu o pată neagră a fost produs în culori de compania sovietică Studioul de film „A. Dovjenko” din Kiev, după scenariul scris de Ivan Mîkolaiciuk și Iuri Illienko⁠(d), și a fost regizat tot de Iuri Illienko. Acest film reprezintă cea de-a treia creație regizorală a lui Illienko. Producția filmului a fost coordonată de directorul Petro Tarasov⁠(d) și redactorul Vitalii Iurcenko⁠(d). După primirea acordului și încheierea contractului, regizorul a început să efectueze probele pentru angajarea actorilor, care trebuiau să treacă, de asemenea, printr-o procedură de aprobare. Rolurile principale au fost atribuite actorilor Larîsa Kadocinîkova⁠(d) (Dana), Ivan Mîkolaiciuk (Petro Dzvonar), Bohdan Stupka⁠(d) (Orest Dzvonar), Iuri Mîkolaiciuk (Bohdan Dzvonar), Natalia Naum⁠(d) (Katerîna Dzvonarîha), Djemma Firsova⁠(d) (Vivdea), Aleksandr Plotnikov⁠(d) (Les Dzvonar), Vasîl Sîmcîci⁠(d) (preotul Mîron), Oleh Polstvin (Heorhii Dzvonar în copilărie), Mîhailo Illienko⁠(d) (Heorhii Dzvonar la maturitate), Leonid Bakștaiev⁠(d) (Ostap), Volodîmîr Șakalo⁠(d) (pan Levîțkîi), Kosteantîn Stepankov⁠(d) („Zozulea”) și Mîkola Oliinîk⁠(d) (Roman). Actrița de origine rusă Larîsa Kadocinîkova, care se transferase în anii 1960 de la Teatrul Contemporan din Moscova⁠(d) la Teatrul Dramatic Rusesc „Lesea Ukrainka” din Kiev⁠(d) și jucase rolul feminin principal în Umbrele strămoșilor uitați, era în acea vreme soția regizorului, iar Mîhailo Illienko era fratele regizorului. Roluri episodice sunt interpretate, de asemenea, de Maria Mîkolaiciuk⁠(d) (soția lui Ivan) și Kosteantîn Stepankov Jr.⁠(d) (fiul actorilor Kosteantîn Stepankov și Ada Rohovțeva⁠(d)).
Mîkolaiciuk a intenționat să-l interpreteze pe personajul Orest, fratele care a devenit naționalist ucrainean și a servit ca antagonist, și a scris rolul acestui personaj pentru el însuși, transformându-l în cel mai dezvoltat și mai complex rol al filmului. În comparație, rolul comunistului Petro a fost conceput mai superficial. Acest aspect a fost observat de membrii Comitetului Central al Partidului Comunist din Ucraina care au solicitat revizuirea scenariului: ulterior, Goskino⁠(d) a refuzat să-i permită actorului Mîkolaiciuk să joace acest rol, iar cel care l-a interpretat a fost Bohdan Stupka⁠(d). Actorul Bohdan Stupka, originar din regiunea Liov, care juca în acea vreme la Teatrul „Maria Zankovețka” din Liov⁠(d) și a interpretat ulterior numeroase personaje istorice (Aleksandr Kerenski, Boris Godunov, Vladimir Semiceastnîi, Bogdan Hmelnițki, Ivan Mazepa, Ginghis Han, Leonid Brejnev, Hrihorii Skovoroda, prințul Iaroslav, Taras Bulba), a debutat în cinematografie cu rolul personajului Orest Dzvonar (considerat un „banderoveț⁠(d) sumbru-romantic”) din acest film. În ciuda faptului că Stupka interpreta un personaj antisovietic, pe care ideologia oficială îl considera reacționar, organele de conducere ale cinematografiei ucrainene i-au permis actorului să „umanizeze” rolul și să dezvăluie drama sufletească a luptătorului naționalist, prin intermediul unor scene hipnotizante în plan vizual precum cel al dansului mistic cu eroina principală, făcând astfel ca filmul să destrame eșafodajul istoric și ideologic al propagandei sovietice. Stilul de interpretare al lui Bohdan Stupka a fost descris ulterior de jurnalistul și criticul ucrainean Oleh Verhelis⁠(d) ca „absolut european”.
Filmările urmau să înceapă în primele luni ale anului 1970, ca urmare a existenței unor scene de iarnă, dar Comitetul de Stat al Cinematografiei din RSS Ucraineană a cerut modificarea scenariului literar printr-un raport din 7 ianuarie 1970, semnat de redactorul-șef al comisiei de redactare a scenariilor, D. Prîkordonnîi, de adjunctul acestuia, Iuri Novîkov, și de un membru, Hrîhorii Zeldovîci⁠(d). Raportul menționa „atitudinea creativă activă a lui Iu.G. Illienko la o serie de remarci specifice” și formula o serie de observații cu privire la depășirea volumului, la finalul nesatisfăcător și la unele aspecte ideologice insuficient clarificate (cauza acțiunilor de contrabandă ale lui Les Dzvonar și detașarea bandei conduse de Orest Dzvonar față de ocupanții germani în cursul celor „trei ani groaznici de ocupație fascistă”). Ca urmare a acestor observații, potrivit notei explicative a lui Ievhen Hrinîuk către conducătorii studioului (directorul Vasîl Țvirkunov⁠(d) și redactorul-șef Iurii Bedzîk⁠(d)), cei doi scenariști au avut pe 16 ianuarie o conversație cu Hrîhorii Zeldovîci, iar regizorul a reușit să-i explice că va filma finalul „mai convingător” decât poate fi dedus din scenariu.

### Filmări

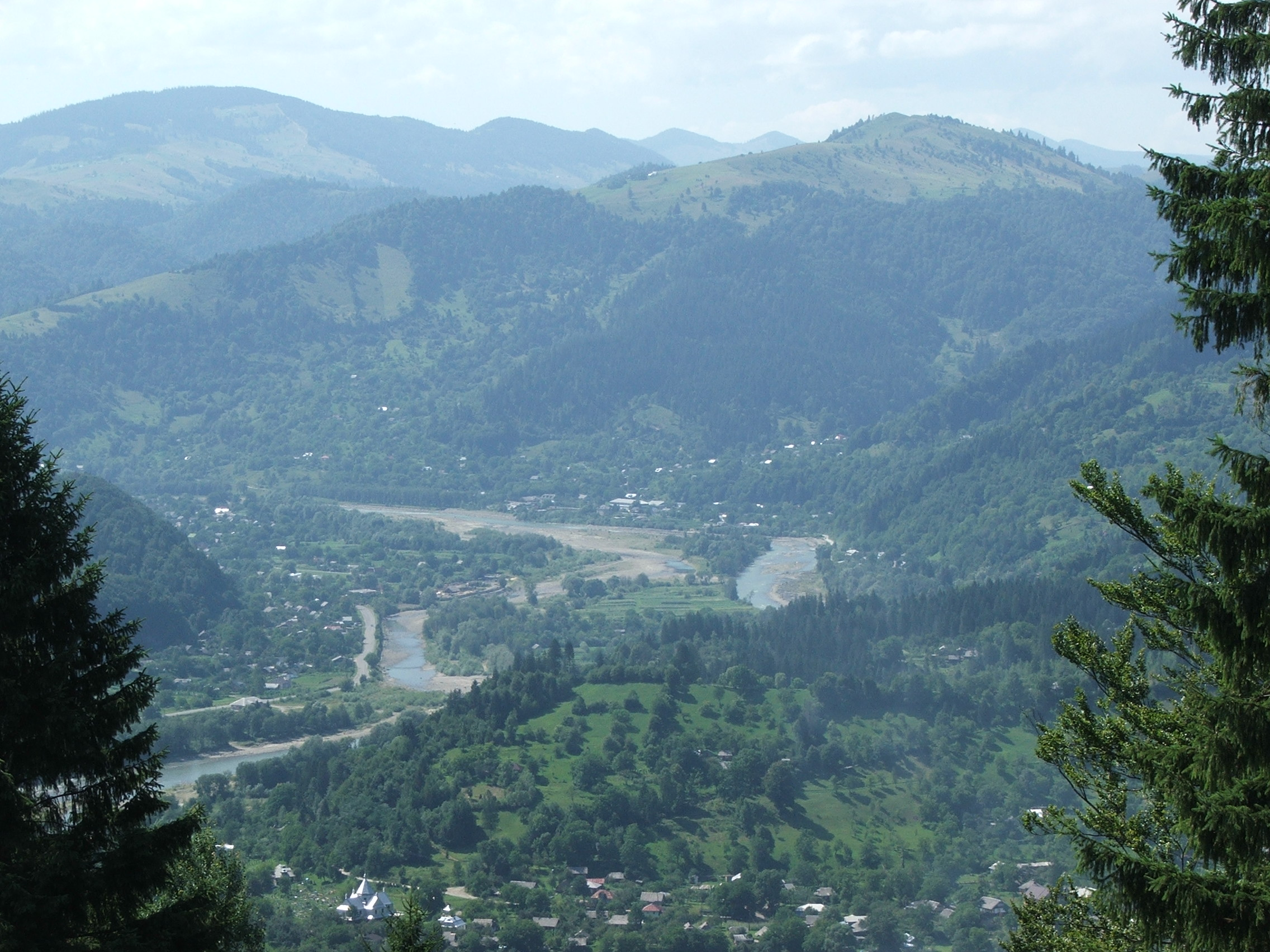
Satul Răstoace de pe malul râului Ceremuș, locul principal de filmare

În urma lămuririi acestor observații, directorul studioului a semnat ordinul de deplasare a echipei de filmare în Munții Carpați, dar a primit aproape imediat o scrisoare oficială din partea președintelui Comitetului de Stat al Cinematografiei din RSS Ucraineană, Sveatoslav Ivanov⁠(d), în care i s-a atras atenția că „principalele comentarii și dorințe ale comitetelor cinematografice ale URSS și RSS Ucrainene nu sunt pe deplin luate în considerare în scenariu”, i s-a recomandat să revizuiască scenariul „sub controlul strict al conducerii studioului și al comisiei de redactare a scenariilor” și i s-a amintit că filmul va fi difuzat numai cu acordul forului tutelar. Scrisoarea a fost completată în 12 februarie cu o notă explicativă în care membrii comisiei de redactare a scenariilor au solicitat unele modificări cu rol ideologic („eliminarea abordării abstracte a problemei binelui și a răului și a tuturor motivelor biblice”, „dezvăluirea mai profundă a răului istoric concret și a esenței sale de clasă”, reducerea spațiului alocat Vivdei și dragostei copilărești a lui Heorhii, introducerea unei explicații cu privire la „necesitatea istorică a eliberării Bucovinei de sub stăpânirea românească”, clarificarea imaginii banditului Orest) în dauna momentelor ce prezintă relațiile umane și pasiunile personajelor și s-au declarat nemulțumiți cu privire la numărul mare de episoade tragice din ultima parte a scenariului (sosirea din război a lui Bohdan surd, moartea localnicilor pe ogorul minat, încercarea de spânzurare a Danei, moartea în urma unei explozii a lui Petro și Ostap, uciderea lui Heorhii, înnebunirea preotului), care creau impresia că suferința localnicilor a devenit mai mare după „eliberarea” satului.
Filmările s-au desfășurat în cursul anului 1970 în regiunea nordică a Munților Carpați, fiind executate pe peliculă color de operatorul O. Len sub coordonarea directorului de imagine Vilen Kaliuta⁠(d). Regizorul Iuri Illienko a lucrat cu o echipă formată din Iu. Fokin, I. Miliutenko, Hrihorii Zilberman și Veaceslav Vinnîk (regizori) și L. Kustova și V. Trubnikov (asistenți de regie). Coloana sonoră originală a filmului este în limba ucraineană, iar sunetul a fost înregistrat de inginerul Leonîd Vaci. Decorurile au fost proiectate de artistul ucrainean Mîkola Poștarenko⁠(d), costumele au fost create de designera rusă Lidia Baikova⁠(d) și machiajul a fost realizat de artistul Iakiv Grinberg⁠(d), toți trei sub coordonarea scenografului-șef Anatoli Mamontov⁠(d). Consultant pe probleme etnografice a fost folcloristul Ivan Snihur⁠(d) (1929–2016), originar din satul nord-basarabean Grozinți, cunoscut ca meșter popular în confecționarea de coșuri de răchită, colecționar de obiecte culturale vechi (tablouri, icoane pe sticlă, fotografii, calendare, documente) de origine bucovineană, autor a șase cărți și colaborator la realizarea a 13 filme de către studiourile cinematografice din Kiev, Moscova și Chișinău. Snihur, care era considerat „o enciclopedie ambulantă a istoriei locale” și a colaborat cu mai mulți regizori, inclusiv cu Serghei Paradjanov, a fost contactat de Ilienko și Mîkolaiciuk, care l-au invitat să colaboreze la conceperea aspectelor etnografice ale filmului Pasărea albă cu o pată neagră. Scenariul filmului era inițial destul de sărac în aspecte etnografice, iar Snihur l-a completat cu elemente tipice vieții de zi cu zi, a intervenit cu sugestii în mod activ în cursul procesului de filmare și a adus unele obiecte din colecția sa pentru a fi folosite la filmări.

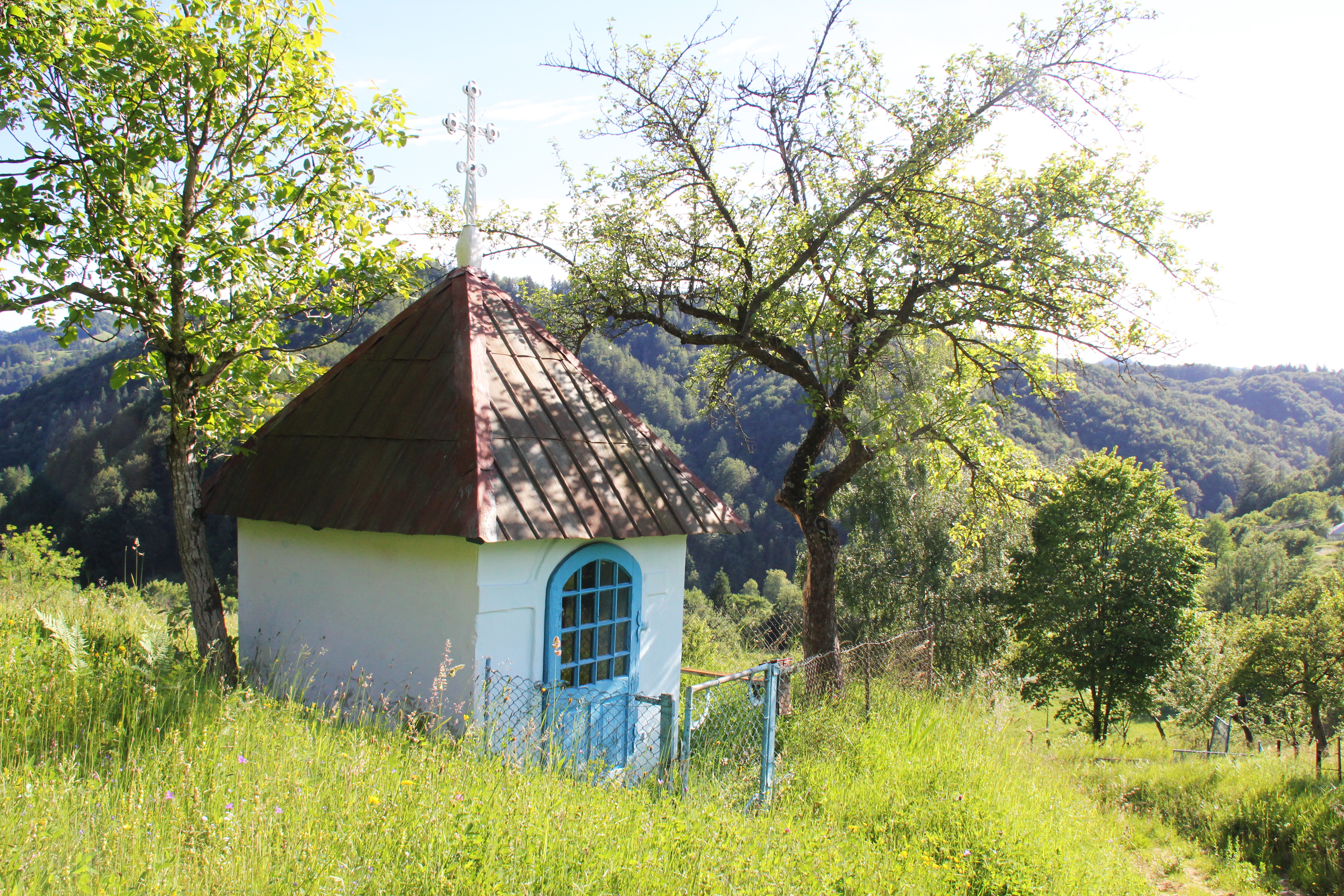
Capelă din satul Răstoace, care apare în film

O mare parte a acțiunii a fost filmată în satul Răstoace din raionul Putila în vara anului 1970. Unul din motivele alegerii acestui sat l-a reprezentat faptul că una din surorile lui Mîkolaiciuk, Ivanka, era căsătorită cu meteorologul Vasîl Matius, originar din acest sat. Regizorul Iuri Illienko și soția sa, actrița Larîsa Kadocinîkova, au locuit acolo în casa părinților viitoarei scriitoare Maria Matios⁠(d) (n. 1959), care era atunci un copil. Fratele regizorului, Mîhailo Illienko⁠(d), venea deseori pentru a sta pe veranda lor, iar Bohdan Stupka⁠(d) locuia în casa vecinei Ielena Petriuk. Echipa de filmare se aduna în fiecare seară în curtea familiei Matius. Maria Matios își aducea aminte ulterior că în fiecare dimineață aducea în camera regizorului un pahar de 500 ml de lapte cu miere și îi punea pe masă un trandafir mic care creștea în grădina lor, iar Iuri Illienko a menționat acest episod în una din cărțile sale: el i-a cerut unui asistent de regie să-i culeagă și să-i aducă trandafiri pe platoul de filmare, dar asistentul i-a spus că acei trandafiri nu cresc la munte, făcându-l pe regizor să se întrebe de unde provine trandafirul pe care fata i-l punea pe masă. Relația actorilor celebri cu viitoarea scriitoare l-a făcut ulterior pe Mîhailo Ilienko să afirme că „un vârtej mistic a unit personaje celebre și tinere în acel film îndepărtat”.
Aproape toți locuitorii satului Răstoace au luat parte la filmări: copiii erau plătiți cu 1,50 ruble pe zi, bărbații cu 5 ruble și cei care au intrat în apă cu 10–12 ruble. Viitoarea scriitoare a apărut în unele scene din film, printre care scena nunții Danei cu Ostap și scena incendiului. Unchiul ei, Iurko, și vărul ei, Vlasii, au interpretat rolurile unor naționaliști ucraineni din trupele lui Bandera, iar bunica ei, Hafiia, a jucat în scena în care femeile locale o pedepsesc pe prostituata Vivdea. Ploaia de la nuntă a fost artificială, fiind obținută prin stropirea cu apă prin furtunele unor autospeciale de pompieri. Participarea la acest film a contribuit puternic la modelarea conștiinței Mariei Matios, datorită „curajului ideologic incredibil” dovedit de realizatori îndeosebi în scena în care Orest Dzvonar afirmă cu îndârjire: „Aceștia sunt munții mei! Și eu sunt șeful aici!”.

### Intervenția cenzurii
Comitetul de Stat al Cinematografiei din RSS Ucraineană a continuat să formuleze sugestii în perioada filmărilor, iar Mîkolaiciuk și Illienko au decis să răspundă potrivit practicii iezuite, conformându-se tuturor solicitărilor și dirijându-le în direcția îmbunătățirii scenariului. Orice solicitare a fost acceptată, dar a fost pusă în practică în mod constructiv, urmărindu-se să nu fie afectată esența filmului. Analizând ulterior procesul de producție al acestui film, redactorul Vitalii Iurcenko l-a comparat cu navigarea înainte, fără oprire, a unui crucișător singuratic, ce este atacat din mai multe direcții de torpiloare. Modificările aduse scenariului au fost atât de numeroase, încât regizorul Iuri Illienko afirma, într-o scrisoare către criticul de film polonez Janusz Gazda⁠(d), că materialul scenaristic ar putea sta la baza mai multor filme.
În ciuda obstacolelor, filmările au continuat, iar responsabilii studioului de film (Iurii Bedzîk, Volodîmîr Voitenko⁠(d), Ievhen Hrinîuk și Vitalii Iurcenko) au răspuns în mod regulat la solicitările funcționarilor Comitetului de Stat al Cinematografiei din RSS Ucraineană și s-au arătat nedumeriți, într-o „Concluzie” asupra scenariului regizoral din 10 iunie, că atitudinea Comitetului s-a schimbat dramatic după ce fusese aprobată prima versiune a scenariului. Muzica filmului a fost compusă chiar de Ivan Mîkolaiciuk și interpretată de taraful de lăutari romi din satul bucovinean Hlinița (raionul Cozmeni), care a fost adus la sugestia consultantului Ivan Snihur. După filmare, Mîkolaiciuk i-a convins pe lăutari să-și vândă instrumentele membrilor echipei de filmare, iar muzicanții au cântat pentru ultima oară cu acele instrumente un ceardaș și alte cântece populare moldovenești. Montajul secvențelor a fost realizat de Natalia Pîșcîkova⁠(d) (Akaiomova). Durata filmului este de 99 de minute, iar lungimea peliculei de 3436 de metri.
Producția filmului a fost încheiată pe parcursul a câtorva luni, iar materialul filmat a fost prezentat conducerii Studioului „O. Dovjenko” și Comitetului de Stat al Cinematografiei din RSS Ucraineană în toamna anului 1971. Revista poloneză Ekran⁠(d), care prezenta în mod regulat cele mai importante evenimente din cinematografia ucraineană, a raportat în numărul 5 din februarie 1971 că realizarea filmului Pasărea albă cu o pată neagră era deja încheiată, că avuseseră loc deja primele proiecții (la Studioul de film „O. Dovjenko” și la Casa Centrală a Cinematografiei⁠(d) din Moscova) și că filmul fusese primit cu entuziasm de specialiștii sovietici, care l-au considerat drept „una dintre cele mai remarcabile creații ale cinematografiei sovietice din ultimii ani”. Iuri Illienko și Ivan Mîkolaiciuk au colaborat ulterior și la realizarea altor filme.

## Recepție

### Scandalul politic
Pasărea albă cu o pată neagră a avut parte de o soartă dramatică, fiind vizionat rar în perioada sovietică din cauza opoziției organelor de cenzură. O primă vizionare publică a avut loc la Palatul Cultural „Ucraina”⁠(d) pentru delegații de la cel de-al XXIV-lea Congres⁠(d) al Partidului Comunist din Ucraina⁠(d), care s-a desfășurat în perioada 17–20 martie 1971 la Kiev, ocazie cu care Viktor Dobrîk⁠(d) (prim-secretarul comitetului regional Ivano-Frankivsk al Partidului Comunist din Ucraina⁠(d)) a provocat scandal atunci când a declarat că acest film este antisovietic, iar unul din conducătorii partidului a spus: „Un film mai rușinos nu a fost făcut niciodată în Ucraina. Mai ales unul destinat tinerilor.”. În opinia istoricilor de film, organele de cenzură au fost deranjate de prezentarea unui „subiect fierbinte” precum conflictul dintre Armata Insurecțională Ucraineană și Armata Roșie în perioada celui de-al Doilea Război Mondial, ceea ce combătea ideologia falsă a unității poporului ucrainean în fața agresiunii fasciste antisovietice. Filmul a fost perceput de organele de partid ca „antisovietic” și, din această cauză, a fost persecutat.
Ca urmare a nemulțumirii unor membri ai conducerii partidului, care cereau interzicerea difuzării filmului în cinematografe, Petro Șelest⁠(d), prim-secretarul⁠(d) Comitetului Central⁠(d) al Partidului Comunist din Ucraina (1963–1972), a convocat o adunare generală, la care i-a invitat pe cei mai mari specialiști în domeniul cinematografiei de la Kiev și Moscova. Unul dintre cei mai vehemenți opozanți a fost profesorul Veaceslav Kudin⁠(d), fost rector al Institutului Național de Teatru, Cinematografie și Televiziune „Ivan Karpovîci Karpenko-Karîi” din Kiev⁠(d) (1965–1968), care a descoperit existența unui „fals”: căsătoria unui militar (presupus ateu) al Armatei Roșii cu o fiică de preot și a criticat filmul pentru că nu-i condamnă în mod categoric pe bandiții naționaliști. În intervenția sa, cineastul ucrainean Mîkola Mașcenko⁠(d), profesor la același institut din Kiev, a replicat că originea de clasă a miresei nu este importantă deoarece scena nunții are mai degrabă un rol simbolic (înfrățirea ruso-ucraineană) și a susținut că este mai important ca filmul să aibă, în ansamblul său, o ideologie adecvată.
Opiniile specialiștilor de la Moscova au fost elogioase și au evidențiat calitățile poetice ale filmului. Astfel, criticul de film rus Aleksandr Karaganov⁠(d), lector de cinematografie sovietică modernă la Cursurile superioare de formare a scenariștilor și regizorilor⁠(d), profesor la Academia de Științe Sociale de pe lângă C.C. al P.C.U.S. și secretar al Uniunii Cineaștilor din URSS⁠(d), a respins opinia profesorului Kudin că filmul nu-i condamnă pe bandiții naționaliști și a susținut că oamenii muncii din film sunt cei care-i condamnă, prin modul lor de viață, a declarat răspicat că „filmul afirmă clar și distinct viziunea de clasă asupra istoriei” și l-a considerat un film poetic realizat de un „magician”. Calitățile filmului au fost subliniate și de alți doi specialiști: scenaristul Oleksii Kapler⁠(d), profesor de scenaristică la Institutul de Cinematografie „Gherasimov” (VGIK) și la Cursurile superioare de formare a scenariștilor și regizorilor și prezentator al programului „Kinopanorama⁠(d)” de la Televiziunea Centrală a Uniunii Sovietice, a susținut că Pasărea albă cu o pată neagră este o „creație plină de talent”, în timp ce criticul de film Vladimir Baskalov⁠(d), prim-vicepreședinte al Comitetului de Stat al Cinematografiei⁠(d) din URSS, a afirmat că Illienko este un artist talentat de mare valoare și s-a declarat încrezător că filmul va avea mare succes în întreaga Uniune Sovietică. Drept urmare, atacurile politice la adresa filmului au încetat pentru un timp.

### Lansare
Câteva luni mai târziu, în urma intervenției lui Petro Șelest⁠(d), prim-secretarul⁠(d) Comitetului Central⁠(d) al Partidului Comunist din Ucraina (1963–1972), Pasărea albă cu o pată neagră a fost înscris în iulie 1971 la ediția a VII-a⁠(d) a Festivalului Internațional de Film de la Moscova. Filmul a fost proiectat în 31 iulie 1971 (penultima zi a competiției) în sala cu o capacitate de 4.000 de locuri a Palatului Congreselor⁠(d) de la Kremlin, fiind întâmpinat cu aplauze îndelungate de participanții la festival, și a câștigat Marele Premiu („Medalia de Aur”). Criticii prezenți la festival au elogiat filmul lui Iuri Illienko și au considerat premierea sa drept „o adevărată victorie a cinematografiei ucrainene”. Jurnalistul polonez Henryk Zieliński⁠(d), corespondentul revistei Ekran⁠(d), a scris că Pasărea albă cu o pată neagră era cel mai interesant film, „din punct de vedere al formei”, prezentat la acel festival, în timp ce Sveatoslav Ivanov⁠(d), președintele Comitetului de Stat al Cinematografiei din RSS Ucraineană, a scris un studiu intitulat „Ukraiinskîi hudojnii film” (Український художній фільм, în traducere „Filmul artistic ucrainean”), în care i-a criticat pe unii critici precum Mihai Bleiman⁠(d) (autorul articolului „Arhaistî ili novatorî?” (Архаисты или новаторы?), apărut în numărul 7 din 1970 al revistei Iskusstvo kino) care susțineau că mijloacele vizuale ale cinematografiei poetice erau potrivite doar pentru legende și filme istorice și a declarat entuziasmat: „Prin filmul «Pasărea albă», cinematografia poetică a intrat în sfera ideilor și problemelor noi. Modernitatea nu se prezintă sub forma unei scheme vulgarizate, ci provine din înțelegerea că marile probleme care îl preocupă pe omul modern nu s-au născut astăzi. Autorii filmului au confirmat vitalitatea esteticii cinematografiei poetice.”.
Succesul obținut la Moscova a permis lansarea oficială a filmului pe teritoriul Uniunii Sovietice în 17 ianuarie 1972. Difuzarea filmului în cinematografele ucrainene a avut loc însă doar pentru o scurtă vreme, deoarece liderul politic reformator Șelest a fost revocat în mai 1972 din postul de prim-secretar al Partidului Comunist din Ucraina, fiind înlocuit cu Volodîmîr Șcerbîțkîi⁠(d), un aliat al liderului sovietic Leonid Brejnev, care, în cursul mandatului său de prim-secretar (1972–1989), a dus o politică de rusificare a RSS Ucrainene. Schimbările survenite la vârful politicii au afectat și cinematografia: Sveatoslav Ivanov a fost demis în cursul aceluiași an din funcția de președinte al Comitetului de Stat al Cinematografiei din RSS Ucraineană, iar noii conducători ai partidului au dispus din nou scoaterea filmului lui Illienko din cinematografele republicane.
Pasărea albă cu o pată neagră a continuat să fie difuzat însă în cinematografele din celelalte republici unionale și a avut parte de succes comercial, fiind vizionat în anul 1972 de 10,5 milioane de spectatori în cinematografele din Uniunea Sovietică. El a fost prezentat în premieră de posturile sovietice de televiziune la 14 octombrie 1988 și a fost difuzat în cinematografele ucrainene, abia după proclamarea independenței Ucrainei, când nu a mai fost „suficient de relevant, deoarece avea puține asemănări cu standardul de acțiune de la Hollywood”, făcându-i astfel pe unii critici să afirme că soarta lui era „să fie în afara timpului și, din păcate, să aparțină mai mult eternității decât publicului”.
Cu toate acestea, succesul filmului a determinat distribuirea sa în alte țări, printre care Ungaria (2 noiembrie 1972), Republica Democrată Germană (premieră cinematografică în 3 noiembrie 1972 și premieră TV în 16 mai 1974 la DFF 1⁠(d)), Finlanda (premieră cinematografică în 24 noiembrie 1972 la cinematograful Capitol⁠(d) din Helsinki și premieră TV în 29 iunie 1975 la TV1⁠(d)), Polonia (6 februarie 1973), Suedia (premieră TV la 1 mai 1974), Republica Federală Germania (premieră TV în 8 noiembrie 1992 la ORB⁠(d)) ș.a. Interesul spectatorilor străini nu a fost însă prea mare, iar filmul a atras, spre exemplu, doar 15.383 de spectatori în Finlanda în anul 1972, clasându-se abia pe locul 141 în topul celor mai vizionate filme din acea țară în anul respectiv, în urma unor blockbustere ca Nașul (638.157 spectatori, locul 1) și Portocala mecanică (471.482 de spectatori, locul 2), dar și a unor filme sovietice ca Andrei Rubliov (60.265 de spectatori, locul 42) sau Comoara din insulă⁠(d) (19.057 spectatori, locul 120). Pasărea albă cu o pată neagră a fost prezentat ulterior la unele festivaluri internaționale de film precum Festivalul Internațional de Film de la Beijing⁠(d) (25 septembrie 2021) și Festivalul Internațional de Film de la Praga („Febiofest”)⁠(d) (2 mai 2022).
Filmul a fost restaurat și prezentat în această versiune modernă cu ocazia aniversării a 80 de ani de la nașterea lui Ivan Mîkolaiciuk, în 15 iunie 2021, la cinematograful „ХАТА ІВАНА”. Restaurarea acestui film a fost realizată prin eforturile și cu fondurile proprii ale producătorului Oleh Pavliucenkov, un vechi admirator al cinematogragiei poetice ucrainene, și a presupus digitalizarea (scanarea) materialului, corectarea abaterilor vizibile ale cadrelor, corecția culorilor și stabilizarea imaginii. În opinia jurnalistului și criticului ucrainean Oleh Verhelis⁠(d), restauratorii au făcut o activitate de bună calitate, iar versiunea restaurată este „parcă același film, familiar din copilărie, și parcă puțin diferit, în care citești pe neașteptate sensuri noi (pentru tine)” și unde „mai există încă o senzație a ceței calde și a întunericului rece, care s-au împrăștiat în timp și spațiu și prin care trebuie să treci pentru a vedea pictura (fresca), care este «Pasărea albă»”.

### Aprecieri critice

#### Context cultural
Primul film care făcuse cunoscut mediul ucrainean pitoresc din Munții Carpați era Umbrele strămoșilor uitați (1965) al lui Serghei Paradjanov, filmul definitoriu al cinematografiei poetice ucrainene⁠(d), care contribuise la formarea percepției de regiune exotică, „uitată de Dumnezeu și de oameni”. Imaginea mediului ucrainean carpatic se extinsese asupra întregii Ucraine de Vest, pe care presa a început să o descrie ca un loc „unde [este o – n.n.] natură unică, dură și frumoasă și unde oamenii trăiesc sub legi vechi și noi, la fel de unici în identitatea lor” și în care „durerea pare să se fi instalat ferm în acest colț, pierdut în munți...”. În mintea cetățenilor sovietici s-a instaurat astfel imaginea unei regiuni înapoiate, care a început să fie modernizată abia după anexarea ei de Uniunea Sovietică, precum și mitologia soldaților sovietici „eliberatori” care au adus aici puterea sovietică și au făcut ca „zorii unei noi vieți” să răsară în localitățile aflate până atunci sub stăpânirea unor state coloniale.
Criticul rus Mihai Bleiman⁠(d), unul din principalii reprezentanți ai criticii de film sovietice, a lăudat filmul în revista Sovetski ekran pentru calitățile sale artistice, dar a semnalat că excesul de culoare este „obositor pe alocuri”. Opinia criticului a devenit ulterior mai prudentă, iar în articolul „Arhaistî ili novatorî?” (Архаисты или новаторы?, în traducere „Arhaiști sau inovatori?”), publicat în numărul 7 din 1970 al revistei Iskusstvo kino, Bleiman descoperea defecte printre trăsăturile cinematografiei poetice ucrainene precum intriga prea succintă, dialogurile reduse și prezentarea sumară a psihologiei personajelor, considera că imaginile sunt prea încărcate cu motive etnografice și deveneau astfel ambigue și susținea chiar că cinematografia poetică ucraineană este o formă de „«răzvrătire» împotriva ignorării componentei vizuale a cinematografiei”. Complexitatea artistică a filmului lui Paradjanov i-a derutat și pe alți critici, care l-au descris ca fiind o lucrare „complexă în cel mai bun sens al cuvântului”.
Filmul anterior al lui Iuri Illienko, Seara în ajunul lui Ivan Kupala⁠(d) (Вечір на Івана Купала, 1968), a avut parte de critici asemănătoare din partea jurnaliștilor sovietici, care l-au considerat un film dificil și prea complex, deși era o ecranizare a unei povestiri⁠(d) a scriitorului Nikolai Gogol. Criticii s-au întrebat: „Ei bine, ce va zice publicul? Va înțelege el limbajul bogat al filmelor […]? Oare imaginația nelimitat de bogată nu îi va provoca rezistență [...]?” și au susținut că „spectatoru trebuie să efectueze o muncă artistică și analitică”. Autorul articolului „Vajko – vajce – zovsim vajko” (Важко – важче – зовсім важко, în traducere „Dificil – mai dificil – destul de dificil”) condamna, în acest context, „moda pentru incomprehensibilitate” a creatorilor filmului, iar criticul rus Lev Anninski⁠(d) a scris un comentariu ironic în care a considerat că filmul lui Illienko este „nimic mai mult decât o colecție de imagini” în stilul „formal” al lui Paradjanov, deoarece „nu există nici un sentiment al destinului personal”. Realizatorii filmului s-au putut apăra mai ușor în acest caz, justificând complexitatea filmului prin necesitatea reprezentării esenței povestirii lui Gogol.

#### Opinii critice contemporane
În ciuda reacțiilor ostile ale conducătorilor Partidului Comunist din Ucraina, recenziile criticilor sovietici au fost favorabile filmului Pasărea albă cu o pată neagră și l-au considerat un reprezentant al cinematografiei poetice ucrainene⁠(d), care era redusă de presa vremii la „o reflectare a culturii populare” ucrainene și îndeosebi a folclorului⁠(d). Astfel, criticul A. Kazanțev scria încă de la începutul cronicii sale (publicate în numărul din 22 februarie 1972 al ziarului Sovetskaia Tatariia⁠(d) (Советская Татария)) că „regizorul […] este deosebit de apropiat de motivele folclorice ucrainene prin reprezentarea lor muzicală și colorată”. Accentul pus pe folclor era o caracteristică a politicii culturale sovietice, fiind promovat de autorități ca o întruchipare a culturii „naționalităților” ce era considerată un element de bază al culturii sovietice⁠(d). Cronica lui Kazanțev conține mai multe greșeli, ce dovedesc lipsa de informare a criticilor acelor vremuri, amestecând informațiile biografice ale lui Illienko și Mikolaiciuk și făcând o confuzie geografică atunci când afirmă că „acțiunea transportă spectatorul în satul Bucovina din Transcarpatia”. Erori cu privire la acest film și la cei doi scenariști există, de asemenea, în alte surse. Kazanțev concluziona însă că în Pasărea albă cu o pată neagră „toate mijloacele cinematografice romantice au dobândit poziții noi, mai clare și mai ferme. Ele se desfășoară pe un fundal incitant și profund emoțional, ce scoate în evidență un sens social-istoric specific”.
O opinie la fel de elogioasă a formulat-o, de asemenea, criticul sovietic Elena Azernikova, care evidenția caracterul metaforic și poetic al filmului, pe care îl considera drept una din trăsăturile cinematografiei sovietice contemporane: „filmul realizat de I. Ilienko este dominat de metaforă, de imaginea poetică, reflectînd orientarea recentă a cinematografiei sovietice spre poezie, tendința de a crea filme profund poetice”. Lirismul filmului are la bază, în opinia autoarei sus menționate, inventivitatea și îndrăzneala regizorului atât în conceperea planurilor narative prin care dezvăluie efectele produse de „furtunile istoriei” asupra membrilor aceleiași familii, cât și în întrebuințarea culorii, „pe care nu se teme să o facă de o intensitate tulburătoare, de o mare puritate, evitînd însă dulcegăria”. „Caracterul poematic al filmului îl apropie de o simfonie, de o creație în versuri”, conchidea Azernikova. Tot în aceeași perioadă cineastul Mark Donskoi⁠(d) observa prezența în acest film a unui exces de mijloace vizuale, ceea ce era, în opinia sa, un aspect deranjant.
Pasărea albă cu o pată neagră a stârnit, de asemenea, un interes deosebit în rândul criticilor străini contemporani, care au scris recenzii elogioase în care au comparat filmul lui Illienko cu o frescă etnografică de nivel artistic înalt a nordului Bucovinei, prin prezentarea unor elemente de arhitectură specifice regiunii, a costumelor populare colorate și bogat ornamentate și a unor obiceiuri artistice tradiționale ale populației ucrainene locale (muzică, dansuri, cântece populare și pictură de icoane). El a fost considerat una dintre cele mai semnificative realizări ale cinematografiei ucrainene, alături de creațiile lui Oleksandr Dovjenko și Serghei Paradjanov. Corespondenții români la Festivalul Internațional de Film de la Moscova au menționat puțin acest film în cronicile lor: cineastul Șerban Creangă a consemnat sumar în revista România literară că „cel care a semnat plastica minunatului film Umbrele strămoșilor uitați, Iuri Ilienko, desenează din nou imagini frumoase (în Pasărea albă cu o pată neagră) care însă, aici, nu sînt în același timp și doritele compoziții dramatice”, criticul Călin Căliman a menționat premierea peliculei sovietice și, fără a spune nimic despre subiectul ei, a adăugat că „Ilienko este un virtuoz al filmărilor spectaculoase, cadrele sale sînt de-a dreptul impresionante prin coeficientul înalt de frumusețe plastică pe care îl conțin”, în timp ce scriitorul Romulus Rusan l-a descris în revista Cinema ca „romanul unei familii de țărani de la munte care, despărțită de evenimente și credințe politice, se pulverizează și se regăsește în mai multe rînduri” și a conchis că este un „epos fragmentat în anecdote pitorești tratat cu acuratețe în imagini căutat picturale”.

#### Semnificația artistică a filmului
Criticii de film ucraineni sau de alte naționalități din perioada postsovietică susțin că Pasărea albă cu o pată neagră este un film-manifest al cinematografiei poetice ucrainene⁠(d), care prezintă un caz de conflict între membrii aceleiași familii din cauza unei ideologii ce promitea un „viitor fericit”. Recenziile criticilor ucraineni au evidențiat prezentarea epică și cu exces de dramatism a unor evenimente petrecute într-„o perioadă în care pietrele de moară ale istoriei se învârteau puternic și măcinau destinele oamenilor, familiilor și chiar națiunilor”, precum și „perspectiva imparțială a regizorului, care doar povestește, fără a face aprecieri”. În opinia lor, fresca epică a evoluției istorice a satului este completată rafinat cu numeroase aspecte lirice: muzica veselă cântată cu diferite ocazii, aforismele rostite periodic de capul familiei, povestirea unor legende, paralela dintre tânărul Heorhii (care este atras de spiritualitate și pare a trăi cu mintea în afara lumii materiale) și Sfântul Gheorghe (cel care distruge forțele răului și purifică lumea), prezența icoanelor, semnificația sacră a ornamentelor și broderiilor etc. Criticii au fost impresionați în mod deosebit de „viziunea poetică, expresivă și profund metaforică a conflictelor sociale și de război” și de interpretările actoricești „strălucite”.
Într-un articol publicat în ziarul Den⁠(d) („Ziua”) din Kiev în anul 2011, la patruzeci de ani de la premiera filmului, criticul și istoricul de film ucrainean Larîsa Briuhovețka⁠(d) scria că Pasărea albă cu o pată neagră reprezintă „o adevărată operă clasică”, care „strălucește încă și astăzi, ca o piatră prețioasă, a cărei valoare a crescut mai ales în contextul unor filme actuale incolore, plictisitoare și zgomotoase, care prind strâns spectatorul într-o menghină de fier, neîncurajându-l nici să gândească, nici să empatizeze” și, prin urmare, „rămâne la fel de impresionantă și proaspătă astăzi la fel ca acum patruzeci de ani”. Potrivit Larîsei Briuhovețka, filmul lui Illienko „a mărturisit, în același timp, puterea poporului care nu s-a lăsat nimicit, a arătat credința sa în Dumnezeu, talentul său și crearea unor frumuseți valoroase. Acest film continuă să impresioneze astăzi prin puterea de neînțeles a imaginii, care, la fel ca o apă curată și hrănitoare, adaugă forță și energie.”.
Jurnalistul și criticul ucrainean Oleh Verhelis⁠(d) afirma că realizatorii filmului au urmărit ca, prin destinul familiei Dzvonar, să reconstituie istoria țărănimii ucrainene din nordul Bucovinei, pe care au prezentat-o „prin prisma legendelor populare și a motivelor tradiționale ale folclorului ucrainean”. Scenariul acestui film a fost considerat de Verhelis „un model de proză remarcabilă”, iar apariția filmului a fost comparată cu căderea din cer a unei comete peste pământul ucrainean. Semnificația istorică și culturală a filmului lui Illienko constă, potrivit criticului, în faptul că „atingând dureroasele răni politice și ideologice de pe corpul Ucrainei, [...] și-a desfășurat aripile și s-a înălțat deasupra politicii și ideologiei, care erau urmărite cu mare atenție în epoca Brejnev” și, în mod paradoxal, a putut să spună prin poezie „mult mai mult (și mai sincer) decât permitea proza”. Cei doi creatori ai filmului au dat dovadă de inspirație poetică prin modul în care au abordat aspectele politice, ideologice și religioase ale istoriei mediului rural ucrainean din nordul Bucovinei și au conferit astfel filmului „o dimensiune simbolică și filozofică”. În opinia criticului, înțelegerea filmului necesită o „perspectivă multifațetată și multidimensională”, iar ceea ce impresionează este „simbolismul și organicitatea imaginilor și personajelor”, „puterea miraculoasă a camerei de filmat [...] de a se transforma într-o pensulă de pictor” și „stilul de actorie atemporal și profund național” al lui Ivan Mîkolaiciuk, Bohdan Stupka și Mîkola Illienko. Personajul interpretat de Larîsa Kadocinîkova întruchipează în plan simbolic „imaginea spirituală a Ucrainei”, pe care o râvnesc atât „eliberatorii” ruși, cât și autohtonii ucraineni, iar faptul că este fiică de preot simbolizează sacralitatea, independența și inaccesibilitatea ei.
Enciclopedia cinematografică germană Lexikon des internationalen Films descrie astfel acest film: „Soarta tragică a unei familii sărace de fermieri din Bucovina de Nord în timpul celui de-al Doilea Război Mondial. Pus în scenă în stilul unei balade; marele farmec estetic domină uneori valorile conținutului.”.

### Premii
Pasărea albă cu o pată neagră a obținut Marele Premiu („Medalia de Aur”) la ediția a VII-a⁠(d) a Festivalului Internațional de Film de la Moscova din 20 iulie – 3 august 1971, ex-aequo cu filmul italian Mărturisirile unui comisar de poliție făcute procurorului republicii al lui Damiano Damiani și cu filmul japonez Hadaka no jūkyūsai⁠(d) al lui Kaneto Shindō. A mai câștigat, în plus, diverse premii internaționale precum premiul „Sirena de Argint” la Festivalul Internațional de Film de la Sorrento (Italia) din 1972, Marele Premiu „Marele Pectoral al Șahului Iranului” la Festivalul Internațional de Film de la Teheran⁠(d) (Iran) din 1972 și diplome la festivalurile internaționale de film de la San Francisco⁠(d), Belgrad⁠(d), Tokyo⁠(d), Sydney⁠(d), Melbourne⁠(d) etc.
Centrul Național de Film Oleksandr Dovjenko⁠(d) a organizat în anul 2021 un sondaj în rândul a aproximativ 70 de experți ucraineni în domeniul filmului (membri ai Uniunii Criticilor de Film din Ucraina⁠(d) și experți independenți de film), într-o „încercare de a forma în sfârșit un canon despre ceea ce este și a fost cinematografia ucraineană în cei peste 100 de ani de existență”. Fiecare expert a alcătuit o listă cu cele mai bune 10 filme ucrainene din toate timpurile, iar în urma combinării acestor liste a rezultat un top al celor mai bune 100 de filme din istoria cinematografiei ucrainene⁠(d). Pasărea albă cu o pată neagră ocupă locul 8 în topul celor mai bune 100 de filme ucrainene din toate timpurile.